# 宁洱站
宁洱站，位于中华人民共和国云南省普洱市宁洱哈尼族彝族自治县宁洱镇金鸡村，是玉磨铁路上的火车站，于2021年12月3日启用。

## 車站周邊
- 锦袍山公园
- 东塔公园
- 新塘小学
- 宁洱客运站
- 宁洱哈尼族彝族自治县中医医院

## 歷史
- 2021年12月3日启用。

## 外部連結
- 中国铁路客户服务中心 （页面存档备份，存于）